# Niklas Källgren
Niklas Källgren, även känd under sina artistnamn Dango eller Mr Dango, född 1980, är en svensk musiker och producent. Han är mest känd som gitarrist i det svenska stonerrockbandet Truckfighters med vilka han varit aktiv sedan starten 2001. Han driver också skivbolaget Fuzzorama Records där han producerar och ger ut musik åt flera svenska band i samma genre. Han har bland annat arbetat med Witchcraft, Asteroid och Valley of the Sun.

### Fotnoter
1. ↑  Frida Calderon (2 december 2013). ”Truckfighters fuzzfrälste Gävle”. Arbetarbladet. Arkiverad från originalet den 27 november 2016. https://web.archive.org/web/20161127021556/http://www.arbetarbladet.se/noje/musik/truckfighters-fuzzfralste-gavle. Läst 26 november 2016.